# Thenambakkam
Thenambakkam es una ciudad censal situada en el distrito de Kanchipuram en el estado de Tamil Nadu (India). Su población es de 13994 habitantes (2011). Se encuentra a 71 km de Chennai y a 8 km de Kanchipuram. 

## Demografía
Según el censo de 2011 la población de Thenambakkam era de 13994 habitantes, de los cuales 7070  eran hombres y 6924 eran mujeres. Thenambakkam tiene una tasa media de alfabetización del 77,23%, inferior a la media estatal del 80,09%: la alfabetización masculina es del 82,89%, y la alfabetización femenina del 71,47%.